# 環帶吻棘鰍
環帶吻棘鰍为輻鰭魚綱合鰓目刺鳅科的其中一種。

## 分布
本魚分布於亞洲泰國、柬埔寨、印尼及馬來西亞的溪流。

## 特徵
本魚體修長，體呈金褐色，體三分之二下半部處為縱向深色條紋所貫穿，在這些條紋的最寬處，形成沿體側伸展的不連續線條，背鰭前有一排小脊柱或小鰭。背鰭硬棘26至30枚，體長可達20公分。

## 生態
本魚棲息於河川底部，或氾濫的田野中。屬肉食性，通常於夜間活動，具侵略性，以底棲昆蟲、蠕蟲、小魚等為食。

## 經濟利用
可做為觀賞性魚類。